# Газовик-ХГВ
«Газови́к-ХГВ» («Газовик-Харківгазвидобування») — український футбольний клуб з міста Харкова. Заснований у 2001 році. Професіональний статус із 2003 року. Протягом 5 сезонів (2003/2004 — 2007/2008) виступав у Другій лізі чемпіонату України. Матчі проводив у Краснокутську на стадіоні «Газовик» (1170 місць).

## Історія
Футбольний клуб «Газовик-ХГВ» було організовано у 2001 році на базі газопромислового управління «ХарківГазВидобування» дочірньої компанії «Укргазвидобування» НАК «Нафтогаз України». У дебютному сезоні команда одержала перемогу в турнірі на Кубок газети «Слобідський край», стала фіналістом Кубка голови ОДА, а також виграла чемпіонат Харківської області у першій лізі.
Ще більш успішним став наступний сезон. «Газовики» завоювали Кубок Харкова, Кубок області, Кубок Миколи Уграїцького, а також Кубок «Робочої газети» серед промислових колективів України. Те, що ці досягнення не випадкові, «Газовик» підтвердив впевненою перемогою у вищій лізі обласного чемпіонату. Золоті медалі команда завоювала достроково за чотири тура до закінчення чемпіонату.
З ініціативи начальника газопромислового управління ХГВ, президента «Газовика» Івана Дем’яненка у короткий термін було проведено реконструкцію стадіону в смт Краснокутськ, яку було завершено в жовтні 2002 року.
Звання кращої команди Харківської області дало «Газовику» право взяти участь у чемпіонаті України серед аматорів. Його перше коло команда завершила на другому місці, після чого керівництво клуба ухвалило рішення подати заявку на участь у першості України у другій лізі. Влітку 2003 року Професіональна футбольна ліга України допустила харків’ян до участі в цих змаганнях. З цього моменту «Газовик-ХГВ» офіційно отримав статус професіональної команди.
Команда відразу стала міцним середняком другої ліги. У сезоні 2003/2004 новачок у професіональному футболі посів сьоме місце, першість 2004/2005 команда завершила шостою, а у наступному сезоні знову стала сьомою. Після цього результати «Газовика» погіршилися: у сезоні 2006/2007 він фінішував 11-м, а свій останній сезон почав провально і завершити не зміг — 25 березня 2008 року команду було виключено зі складу ПФЛ.

## Статистика виступів
| Сезон     | Ліга            | Місце    | І  | В  | Н | П  | ГЗ | ГП | О  | Кубок України |
| --------- | --------------- | -------- | -- | -- | - | -- | -- | -- | -- | ------------- |
| 2003/2004 | Друга Група «В» | 7 із 16  | 30 | 15 | 3 | 12 | 37 | 34 | 48 | 1/32 фіналу   |
| 2004/2005 | Друга Група «В» | 6 із 15  | 28 | 12 | 7 | 9  | 36 | 35 | 43 | 1/32 фіналу   |
| 2005/2006 | Друга Група «В» | 7 із 13  | 24 | 10 | 7 | 7  | 41 | 34 | 37 | 1/32 фіналу   |
| 2006/2007 | Друга Група «Б» | 11 із 15 | 28 | 8  | 7 | 13 | 20 | 36 | 31 | 1/32 фіналу   |
| 2007/2008 | Друга Група «Б» | 18 із 18 | 34 | 1  | 3 | 30 | 14 | 41 | 6  | 1/64 фіналу   |
У сезоні 2007/2008 команда «Газовик-ХГВ» знялася зі змагань після 19-го туру. У решті матчів команді зараховані поразки −:+.

## Досягнення
- 6 місце у Другій лізі України: 2004/2005
- Чемпіон Харківської області: 2002
- Володар Кубка Харківської області: 2002

## Відомі гравці
Повний перелік гравців ФК «Газовик-ХГВ», про яких є статті у Вікіпедії, див. тут.
- Олександр Жданов
- Вячеслав Запояска
- Сергій Літовченко
- Артем Путівцев
- Антон Савін